# آلن وبر
آلن وبر (انگلیسی: Alain Weber; ۸ دسامبر ۱۹۳۰ – ۱۴ نوامبر ۲۰۱۹) آهنگساز، و استاد دانشگاه اهل فرانسه بود.

## افتخارات
وی همچنین برندهٔ جوایزی همچون جایزه بزرگ رم شده‌است.